# تسانا-لشتر
تسانا-لشتر (به آلمانی: Zahna-Elster) یک شهر و شهر در آلمان است که در ویتنبرگ واقع شده‌است. تسانا-لشتر ۹٬۵۵۷ نفر جمعیت دارد.